# Fürstenfeldbruck
Fürstenfeldbruck település Németországban, azon belül Bajorországban. Lakosainak száma 38 187 fő (2023. december 31.). Fürstenfeldbruck Mammendorf és Emmering községekkel határos.

## Népesség
A település népessége az elmúlt években az alábbi módon változott:
| Lakosok száma | 2825 | 11 620 | 27 194 | 30 334 | 34 137 | 35 163 | 37 176 | 37 202 | 37 063 | 38 187 |
|               | 1875 | 1950   | 1975   | 1987   | 2012   | 2014   | 2016   | 2017   | 2021   | 2023   |

## Fekvése
Münchentől 25 km-rel nyugatra, Augsburgtól 40 km-rel délkeletre, a B"-es út mellett fekvő település.

## Története

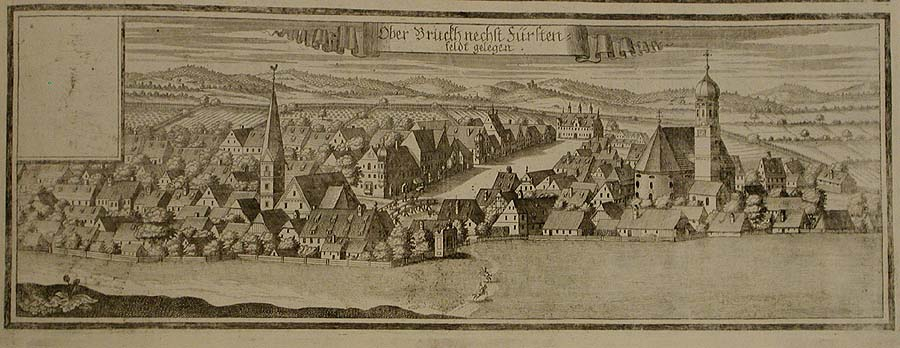
A város egy régi metszeten

A város ősibb része Bruck. Az Amper fölött még a rómaiak építettek fahidat, a kora középkorban pedig vár vigyázta a München és Landsberg között szállított só útját. Azonban miután a közelben fekvő fürstenfeldi fejedelmi birtokon Szigorú Lajos 1263-ban megalapította az első ciszterci kolostort bajor földön - így akarva vezekelni azért, hogy feleségét, Brabanti Máriát féltékenységi rohamában lefejeztette - Brück hamarosan háttérbe szorult, majd 1342-ben a kolostor birtokához csatolták.
Középkori kolostorát (Kloster Fürstenfeld) a Harmincéves háború pusztította el. 1701-1741 között építették újjá a kolostort és a templomot is. Belső berendezését 1766-ra fejezték be.

## Nevezetességei

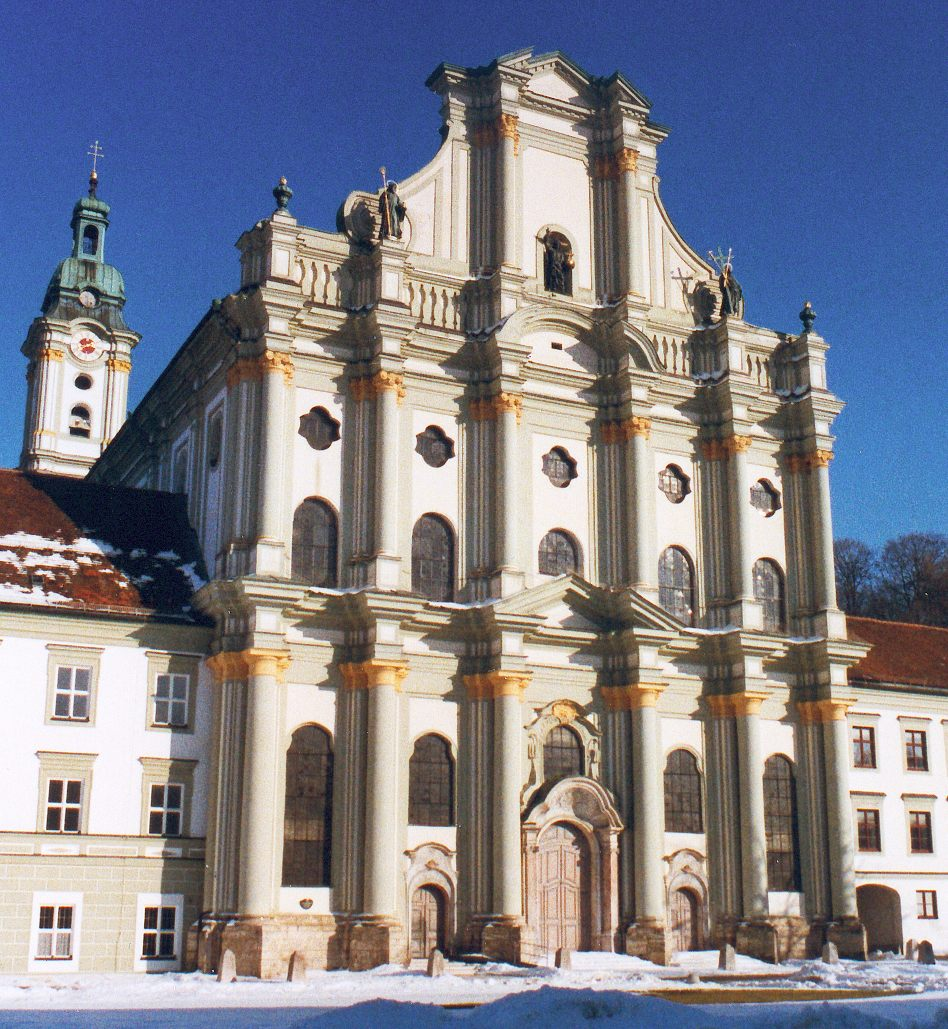
A kolostor templomának homlokzata

- Régi polgárházak a város főutcáján
- Oroszlános kút
- Régi városháza (Altes )  - reneszánsz stílusban épült. Főhomlokzata gömbölyded kis toronnyal ékesített

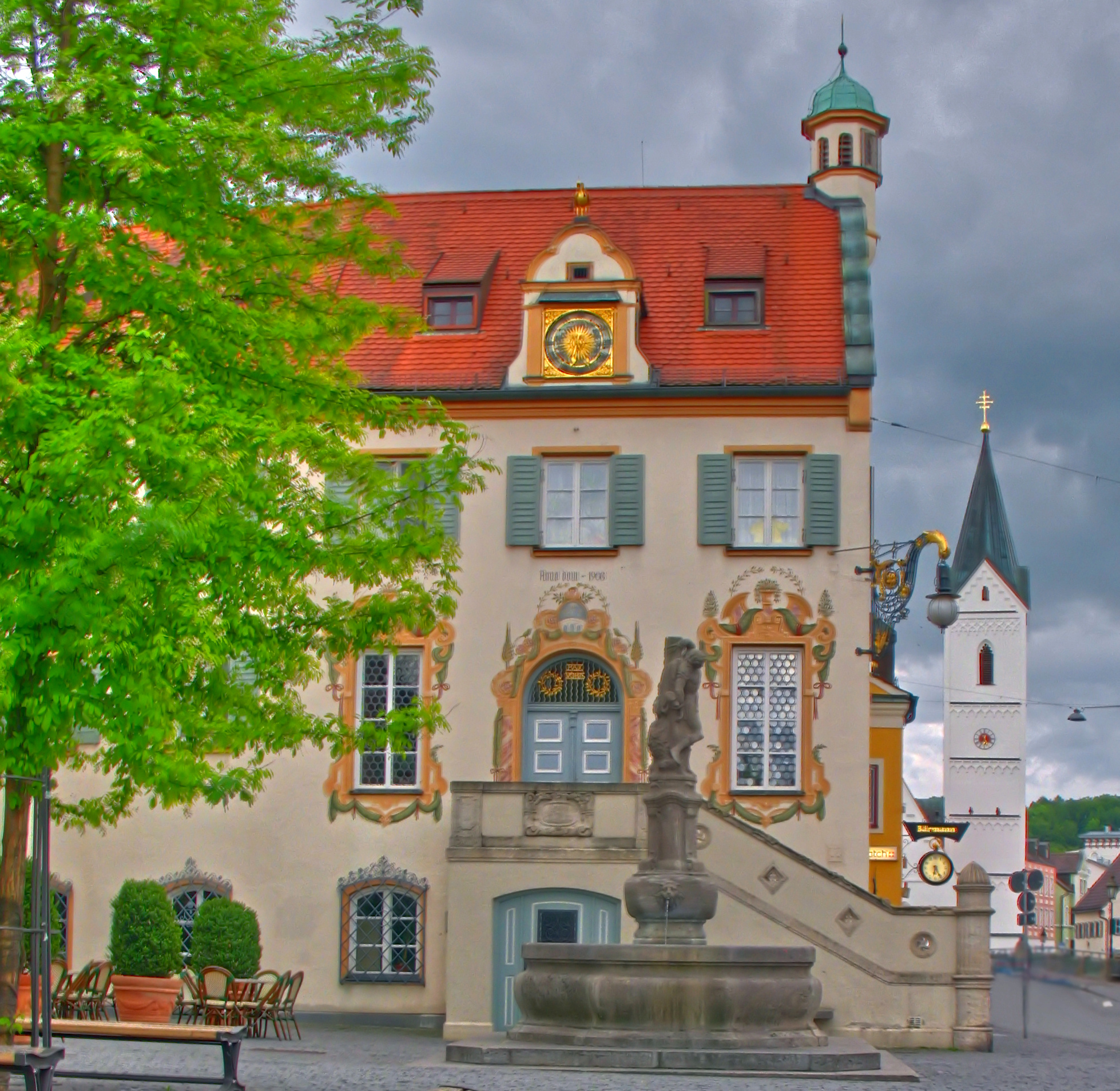
A régi városháza épülete

- Szent Leonárd templom (Leonhardkirsche) - Román stílusban épült, 1440-ben gótikus stílusban átépítették, tornyát is megnövelték
- Szent Magdolna templom ( Magdalenenkirche) - Barokk stílusban épült. 17. századi stukkóit a wessobrunni Tassilo Zöpf mester készítette. Főoltárán látható a Szeplőtelen Szűz gótikus szobra.
- Kolostor - Középkorban épült kolostorát és templomát 1701-1741 között Giovanni Antonio Viscardi tervei szerint Johann Georg Ettenhofer irányításával építették újjá. A bajor-barokk egyik jelentős alkotásaként tartják számon. Szinte dísztelen, merészen tagolt homlokzata reneszánsz elemeket is megtartott, belső berendezése 1766-ra fejeződött be. Freskóit Cosmas Damian Asam, stukkóit és főoltárát Egid Quirin Asam készítette.